# Iron Man 2
 For alternative betydninger, se Iron Man (flertydig). (Se også artikler, som begynder med Iron Man)
Iron Man 2 er en amerikansk superheltefilm, der havde verdenspremiere 29. april 2010. Filmen er instrueret af Jon Favreau. Som i den første film er det igen Robert Downey Jr. og Gwyneth Paltrow der har hovedrollerne. Derudover medvirker Samuel L. Jackson, Don Cheadle, Scarlett Johansson og Mickey Rourke.

## Medvirkende
- Robert Downey Jr. som Tony Stark / Iron Man
- Gwyneth Paltrow som Pepper Potts
- Samuel L. Jackson som Nick Fury
- Don Cheadle som James Rhodes / War Machine
- Scarlett Johansson som Natalia Romanoff / Black Widow
- Mickey Rourke som Ivan Vanko / Whiplash
- Sam Rockwell som Justin Hammer
- Jon Favreau som Happy Hogan
- John Slattery som Howard Stark
- Garry Shandling som Senator Stern
- Paul Bettany som J.A.R.V.I.S.
- Clark Gregg som Agent Coulson
- Kate Mara
- Stan Lee
- Olivia Munn